# Andwil
Andwil är en ort och kommun i distriktet Sankt Gallen i kantonen Sankt Gallen, Schweiz. Kommunen har 2 128 invånare (2023).